# Carlos S. A. Segreti
Carlos S. A. Segreti (Buenos Aires, 12 de julio de 1928 - Córdoba, 27 de diciembre de 1998) fue un abogado e historiador argentino, especializado en la historia de la Argentina temprana, aunque incursionó en otras investigaciones.

## Biografía
Cursó sus estudios en el Colegio Nacional Buenos Aires y obtuvo el título de profesor de historia en el Instituto Nacional Superior del Profesorado «Joaquín V. González». Fue discípulo de historiadores eminentes como Claudio Sánchez Albornoz, Ricardo Levene, Diego Luis Molinari y Andrés Allende.
Desde 1956 se radicó en la ciudad de Córdoba y fue profesor titular de historia en la Facultad de Filosofía y Letras de la Universidad Nacional de Córdoba.
Fue miembro de la [[Academia Nacional de la Historia de la República Argentina desde 1970 y llegó a ser su vicepresidente. Fue también miembro correspondiente de la Real Academia de Historia de España, del Instituto Histórico y Geográfico Brasileño y Instituto Histórico y Geográfico del Uruguay. Fue miembro fundador y director del Instituto de Estudios Americanistas «Doctor Enrique Martínez Paz».
Fue miembro fundador de la Asociación Argentina de Historia Económica y la presidió durante dos años.
Durante el Proceso de Reorganización Nacional fue apartado de su cátedra universitaria por la dictadura, pero conservó su libertad y en 1978 fundó el Centro de Estudios de Historia, ubicado en la ciudad de Córdoba, que en la actualidad se llama «Centro de Estudios Históricos Prof. Carlos S. A. Segreti.»
Con el regreso de la democracia, en 1984 fue reincorporado a la Universidad de Córdoba, llegando a ser decano de a Facultad de Filosofía y Letras, y vicerrector de la Universidad. Aunque se jubiló en 1994, conservó el título de profesor consulto de esa facultad.
Falleció en la ciudad de Córdoba el 27 de diciembre de 1998.

## Obra
- Bernardino Rivadavia (2000)
- El país disuelto (1982)
- El plan atribuido a Mariano Moreno (1996)
- El unitarismo argentino (1991)
- Federalismo rioplatense y federalismo argentino (1995)
- La acción política de Güemes (1991)
- La aurora de la independencia (1976)
- La carta de la Hacienda de Figueroa (1996)
- La economía del interior en la primera mitad del siglo XIX (1981)
- La España y los españoles del descubrimiento y la conquista de América (1992)
- La gobernación de José Javier Díaz en 1820 (1960)
- La máscara de la monarquía (1994)
- Límites con Chile bajo Austrias y Borbones (1981)
- Moneda y política en la primera mitad del siglo XIX (1975)
- Notas en torno a Facundo (1996)
- Temas de historia colonial (1997)
- Tres archipiélagos argentinos (1983)
- Un caos de intrigas (1997)